# Georges Destenave
Georges Matthieu Destenave (* 17. Mai 1854 in Saint-Cricq-Villeneuve, Landes; † 23. Dezember 1928 in Toulon) war ein französischer Militärangehöriger und Afrikaforscher.
Er war an verschiedenen Feldzügen in Nord-, Zentral- und Westafrika beteiligt. 1895 versuchte er vergeblich, Ouagadougou von Bandiagara aus zu erreichen, um einen Protektoratsvertrag mit dem dortigen Herrscher zu unterzeichnen. Destenave kämpfte im Ersten Weltkrieg und wurde 1916 in der Champagne verwundet. Er hatte den Rang eines Général de brigade inne und setzte sich 1918 zur Ruhe. 
Seine als Verwalter der Region Shari in der Kolonie Ubangi-Schari (heute Zentralafrikanische Republik) ausgesprochenen repressiven Regeln wurden in der Kolonie als Code Destenave bekannt.